# 布氏子蓑鮋
布氏子蓑鮋（学名：Ebosia bleekeri），又名布氏盔蓑鮋、獅子魚，为鮋科盔蓑鮋屬下的一个种。為熱帶海水魚，分布於西太平洋日本南部至澳洲海域，棲息深度110-152公尺，體長可達22公分，棲息在沙泥底質底層水域，生活習性不明。该物种的模式产地在东京。